# Selección femenina de hockey sobre hielo de Checoslovaquia
La selección femenina de hockey sobre hielo de Checoslovaquia fue el equipo nacional femenino de hockey sobre hielo de Checoslovaquia. El equipo fue reemplazado por las selecciones nacionales femeninas de la República Checa y Eslovaquia tras la división de Checoslovaquia en 1992.

## Historia
Checoslovaquia jugó su primer partido en 1988 en un partido de exhibición contra Suiza, celebrado en Beroun, Checoslovaquia, donde perdieron 8-1. Al año siguiente, Checoslovaquia compitió en un evento de clasificación de dos juegos contra Francia para participar en el Campeonato Europeo de Hockey sobre Hielo Femenino de 1989 . Checoslovaquia derrotó a Francia 5-2 en el global, ganando un lugar en el Grupo B para el torneo de 1989. Durante la fase de grupos del Campeonato de Europa perdió sus tres partidos, incluida una derrota de 31-0 ante Finlandia, que se registró como la peor derrota de Checoslovaquia. Después de terminar último en su grupo, el equipo se enfrentó a Suiza en un juego de colocación para las posiciones cinco a ocho, y el otro juego se jugó entre Dinamarca y Países Bajos. Después de perder ante Suiza, Checoslovaquia se enfrentó a Holanda por el séptimo lugar que había perdido su partido contra Dinamarca. Checoslovaquia ganó el juego 7-1 y ocupó el séptimo lugar en la clasificación.
En 1991, Checoslovaquia alineó a un equipo en el Campeonato Europeo de Hockey sobre Hielo Femenino de 1991, donde se colocaron en el Grupo B. Después de perder tres de sus juegos de la fase de grupos y empatar en el cuarto contra Reino Unido, Checoslovaquia quedó empatada en un juego de clasificación contra Francia por el séptimo lugar. Francia ganó el juego 2-1, ocupando el séptimo lugar en la clasificación.
En 1992, el país de Checoslovaquia se dividió en República Checa y Eslovaquia, por lo que la selección nacional femenina de Checoslovaquia fue disuelta y reemplazada por las selecciones nacionales de hockey sobre hielo de mujeres checas y eslovacas.

## Participaciones

### Campeonato Europeo Femenino de Hockey
- 1989 - 7°
- 1991 - 8°